# Il cielo non ci vuole
Il cielo non ci vuole è un singolo del cantautore italiano Fred De Palma, pubblicato il 7 febbraio 2024.
Il brano è stato presentato in gara durante la 74ª edizione del Festival di Sanremo, dove si è classificato al trentesimo e ultimo posto al termine della kermesse musicale.

## Video musicale
Il video, diretto da Marc Lucas, è stato pubblicato il 6 febbraio 2024 attraverso il canale YouTube del rapper.

## Tracce
Testi e musiche di Federico Palana, Jacopo Ettorre e Julien Boverod.
1. Il cielo non ci vuole – 2:52

## Classifiche
| Classifica (2024) | Posizione massima |
| ----------------- | ----------------- |
| Italia            | 27                |